# Dean Baquet

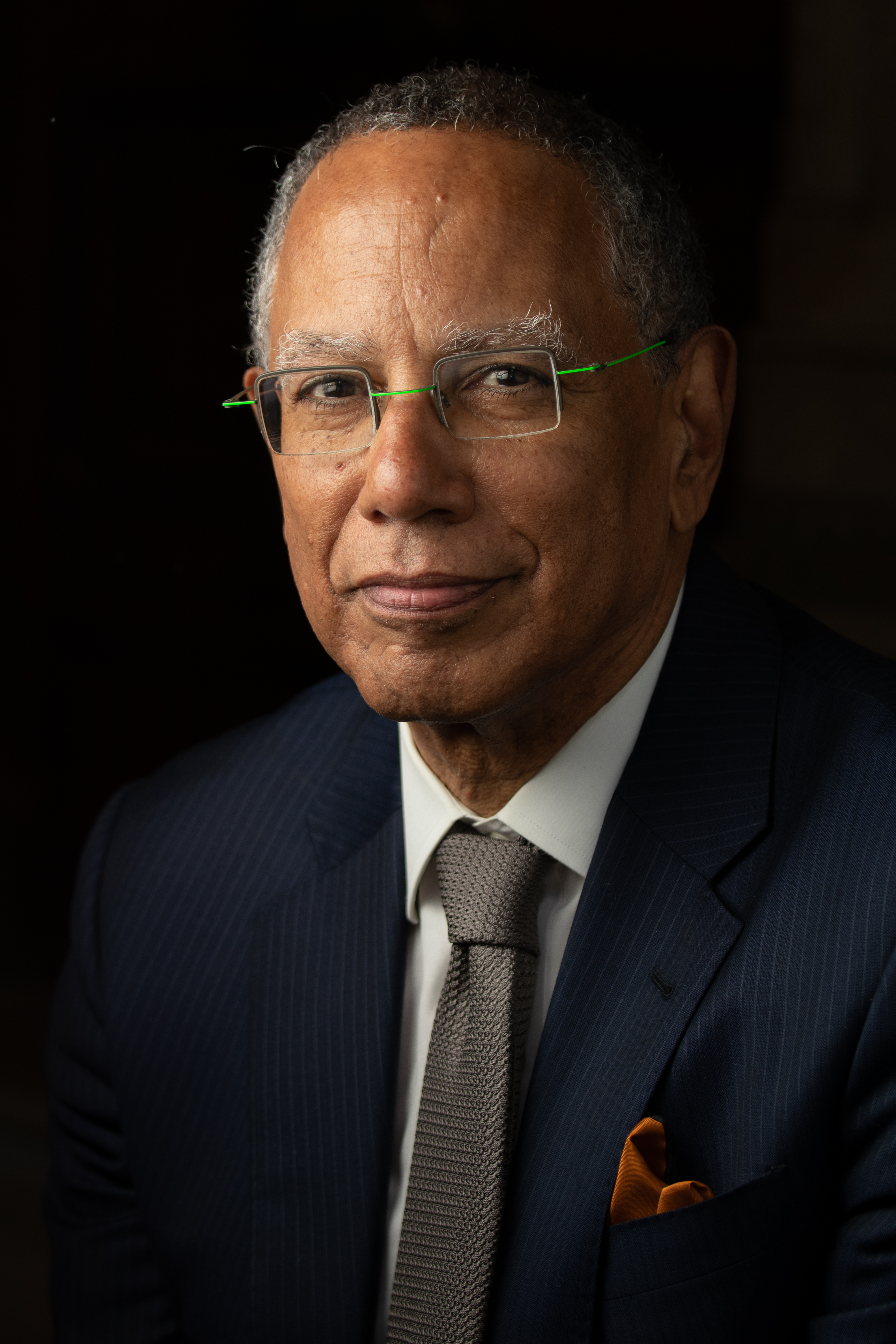
Dean Baquet (2018)

Dean Baquet (* 21. September 1956 in New Orleans, Louisiana) ist ein US-amerikanischer Journalist. Er war von Mai 2014 bis Juni 2022 Chefredakteur der New York Times, der erste Afroamerikaner in dieser Position.

## Leben
Baquet studierte von 1974 bis 1978 an der Columbia University in New York City. Als Reporter war er für die The Times-Picayune in New Orleans und danach für The Chicago Tribune tätig. Von 1990 bis 2000 und erneut seit 2007 ist er als Journalist für die New York Times tätig. Zwischenzeitlich arbeitete er für die Los Angeles Times. Baquet war als Nachfolger von Jill Abramson von Mai 2014 bis Juni 2022 Chefredakteur der New York Times.
Baquet sitzt im Vorstand der Organisation Committee to Protect Journalists. Seit 2006 ist er zudem Mitglied der American Academy of Arts and Sciences.

## Rezeption
In seiner Zeit als Chefredakteur der LA Times wurde Baquet u. a. von Glenn Greenwald vorgeworfen, Informationen eines Whistleblowers zur Zusammenarbeit der US-Geheimdienste mit amerikanischen Technologiefirmen auf Druck des nationalen Sicherheitsapparats unter Verschluss gehalten zu haben und generell zu empfänglich zu sein für Druck der amerikanischen Nachrichtendienste. Baquet bestreitet dies und gibt an, die Veröffentlichung sei aus eigener Entscheidung der Zeitung unterblieben, obwohl es in der Tat Gespräche mit den Geheimdiensten darüber gegeben habe. Der Whistleblower selbst teilt die Vorwürfe gegen Baquet.

## Preise und Auszeichnungen (Auswahl)
- Pulitzer-Preis, 1988 für einen Bericht über einen Korruptionsskandal in der Chicagoer Stadtverwaltung
- Peter Lisagor Award, 1988